# Jacques Laurent Favrat de Bellevaux
Jacques Laurent Frédéric Favrat de Bellevaux, italianizzato in Federico Favrat De Bellevaux (Chambéry, 1º luglio 1783 – 15 luglio 1860), è stato un politico italiano.

## Biografia
Fu Deputato del Regno di Sardegna in due legislature, eletto nei collegi di Thonon (IV legislatura) e di Evian (VII legislatura).